# Afrilobus jocquei
Afrilobus jocquei är en spindelart som beskrevs av Griswold och Norman I. Platnick 1987. Afrilobus jocquei ingår i släktet Afrilobus och familjen Orsolobidae.
Artens utbredningsområde är Malawi. Inga underarter finns listade i Catalogue of Life.